# استیو براکنیج
استیو براکنیج (انگلیسی: Steve Brackenridge؛ زادهٔ ۳۱ ژوئیهٔ ۱۹۸۴) بازیکن فوتبال اهل بریتانیا است.
از باشگاه‌هایی که در آن بازی کرده‌است می‌توان به باشگاه فوتبال مکلسفیلد تاون، باشگاه فوتبال سالفورد سیتی، باشگاه فوتبال نیو میلز، و باشگاه فوتبال هاید اشاره کرد.